# Alan Stepansky
Alan Stepansky ist ein US-amerikanischer Cellist und Musikpädagoge.
Stepansky studierte am Curtis Institute of Music und der University of Pennsylvania und schloss das Studium an der Harvard University mit dem Horblit Prizeab. Er spielte dann Cello im Boston Symphony Orchestra und wurde Erster Cellist im Boston Pops Orchestra unter John Williams. Zubin Mehta holte ihn schließlich als stellvertretenden Ersten Cellisten zum New York Philharmonic Orchestra, dem er zehn Jahre lang angehörte. Er war Gast der Chamber Music Society am Lincoln Center, des Mostly Mozart Festivals, in der Washington National Gallery of Art, im Frick Museum, bei der Camerata Pacifica, der Brooklyn's Bargemusic und bei Jazz at Lincoln Center, und trat mit so unterschiedlichen Musikern wie Isaac Stern, Emanuel Ax, Renée Fleming, Frederika Von Stade, Ruth Laredo, Glenn Dicterow, Sting, Bruce Springsteen und Natalie Merchant auf.
Bei EMI nahm er eine Reihe von Solo- und Kammermusik-CDs auf, und er war Solocellist in zahlreichen Kino- und Fernsehfilmen wie Adaptation, August Rush, Being John Malkovich, The Brave One, Extremely Loud and Incredibly Close, The Good Shepherd, Titanic und True Grit. CD-Aufnahmen spielte er auch mit Bruce Springsteen, David Byrne, Natalie Merchant, Audra McDonald, Harry Connick Jr., Judy Kuhn, Joss Stone, Shawn Colvin, Lou Reed und Sting ein.
Stepansky ist Professor für Cello an der Manhattan School of Music und am Peabody Institute der Johns Hopkins University, außerdem Direktor der Kammermusik an der Mason Gross School of the Arts der Rutgers University und regelmäßiger Teilnehmer des Sommerfestivals der Music Academy of the West in Santa Barbara.

## Weblink
- Website von Alan Stepansky